# Parco urbano archeologico "Alfonso e Matteo Fresa"
Il Parco urbano archeologico "Alfonso e Matteo Fresa" è un complesso multifunzionale costituito da un parco con al suo interno un sito archeologico, collocato a Nocera Superiore, in Campania.

## Storia
Sull'area dove sorge il parco urbano dalla seconda metà del ‘900, vi era la presenza di uno spazio mercatale, il "mercato boario" che rivestiva un ruolo di rilevanza economica per il territorio dell’Agro Nocerino se non per tutto il meridione, data la frequentazione assidua di operatori provenienti da ogni parte d’Italia. Successivamente l’area, caduta in abbandono, acquisì una seconda vita quando a seguito di una campagna di scavo avviata nel 2006 – in sinergia tra Comune di Nocera Superiore e Soprintendenza Archeologia, Belle Arti e Paesaggio delle provincie di Salerno e Avellino – fu rinvenuto un complesso di edifici della Nuceria Alfaterna romana riutilizzati prima in età tardo-antica, poi in epoca medievale e fino agli inizi dell’800. Così si pensò di dare all'area, data la sua connotazione archeologica, il ruolo di "museo all'aperto" dove, attraverso un percorso naturalistico protetto, vi si potessero scorgere, oltre all'area di scavo di 2000 m², antichi sarcofaghi, macine di mulini di epoca romana e altri reperti.

## Area archeologica
A circa un metro di profondità relativamente al livello stradale, nelle indagini archeologiche iniziate il 26 aprile 2006, cominciarono ad affiorare nell'area “saggio I” creste di setti murari pertinenti ad un edificio, di cui si conserva parte di un ambiente di grandi dimensioni, probabilmente costruito dopo l'eruzione del 1631. Ad esso si affiancano due vasche comunicanti ed un pozzo, forse destinati ad attività di decantazione. Inoltre, vennero portati alla luce i resti di strutture pertinenti ad almeno due edifici, databili il primo in età romana tra il I secolo a.C. e il I secolo d.C. e il secondo in età tardo-antica. Al primo edificio appartengono i resti di tre colonne in laterizi, rivestite di intonaco decorato con incisioni; le colonne si elevano su una struttura in opus incertum che richiama l'elevato dell'alto podio caratterizzante i templi di tipo etrusco-italico. 
Il secondo edificio, di età tardo-antica (fine terzo secolo-inizio IV sec. d.C.), testimonia il diverso utilizzo delle strutture di età romana; lo spazio tra le colonne viene chiuso con la costruzione di imponenti setti murari, creando ambienti di più piccole dimensioni, caratterizzati dalla presenza di pavimentazioni e di sistemi di canalizzazione delle acque. 
In aderenza con gli ambienti rinvenuti, il "saggio II" ha portato alla luce due edifici appartenenti a un probabile impianto termale. Il primo, che documenta una fase più recente di frequentazione, è l'apodyterion (lo spogliatoio) che appare caratterizzato dalla presenza di una serie di nicchie realizzate con laterizi e ricoperto da uno spesso strato di intonaco nella parte inferiore, a disegno di un fregio realizzato con stucco decorato a bassorilievo che si dispiega attraverso pannelli sequenziali, ivi delimitati da elementi architettonici come colonne e vani di porte. Al centro, riconducibili al ciclo di Eracle, emergono dallo stucco figure umane con masse muscolari rese con perfetto calligrafismo; i corpi sono plastiche figure classicheggianti su fondo neutro di età adrianea. L'apodyterion si completa con sedili addossati alle pareti e pavimento a mosaico.
Il secondo ambiente anch'esso corredato di sedili e pavimento a mosaico, presenta pareti intonacate e dipinte di rosso pompeiano. Sull'intonaco tra i numerosi graffiti realizzati dai frequentatori dell'edificio termale è di particolare attenzione il disegno schematico di una trireme. 
Infine il “saggio III”, l’ultimo indagato, ha visto prevalentemente la presenza di murature romane riutilizzate nel medioevo, ma anche diverse sepolture con ancora intatti i resti ossei dei defunti. Numerosi sono i ritrovamenti in marmo, ceramiche e monete in bronzo. Diverse tombe a cassa databili al IV secolo circa, sono i reperti più recenti rinvenuti e rappresentano una fase di abbandono dell'area.